# Метонідзе Гурам Арчилович
Гурам Арчилович Метонідзе (2 жовтня 1935, село Хванчкара, тепер мхаре Рача-Лечхумі та Квемо-Сванеті, Грузія) — радянський державний діяч, новатор виробництва, бригадир електромонтажників Тбіліського електровозобудівного заводу імені Леніна науково-виробничого об'єднання «Електровозбудівник». Кандидат у члени ЦК КПРС у 1986—1989 роках. Член ЦК КПРС у 1989—1990 роках. Депутат Верховної Ради СРСР 11-го скликання. Народний депутат СРСР (1989—1991).

## Життєпис
У 1955 році закінчив середню школу.
У 1955—1958 роках — у Радянській армії.
У 1958—1959 роках — штампувальник Тбіліського заводу газової апаратури.
У 1959—1982 роках — учень слюсаря, слюсар, бригадир електрослюсарів складального цеху, електромонтажник Тбіліського електровозобудівного заводу імені Леніна виробничого об'єднання «Електровозбудівник».
Член КПРС з 1964 року.
З 1982 року — бригадир комплексної бригади електромонтажників Тбіліського електровозобудівного заводу імені Леніна науково-виробничого об'єднання «Електровозбудівник».
Потім — на пенсії.

## Нагороди і звання
- орден Леніна
- орден Жовтневої Революції
- ордени
- медалі
- Почесний громадянин міста Тбілісі (1983)